# The Atlantic Paranormal Society

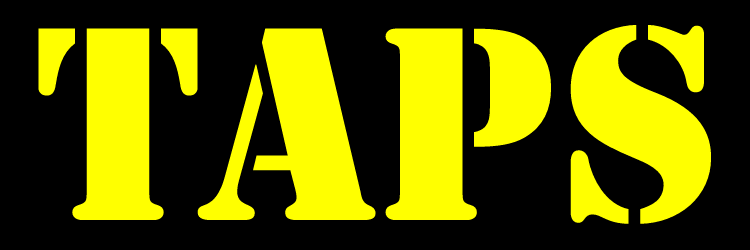
Il logo della TAPS

The Atlantic Paranormal Society ( TAPS ) è una organizzazione che indaga presunte attività paranormali. Con sede a Warwick, Rhode Island, la TAPS è stata fondata nel 1990 da Jason Hawes e Grant Wilson. Nel 2004, l'organizzazione stessa è diventata oggetto di Ghost Hunters, una popolare serie-tv statunitense che è andata in onda sul canale Syfy negli Stati Uniti e in Italia su AXN Sci-Fi.

## Storia e obiettivi
Nel 1990, Jason Hawes diede questo nome alla società: "Rhode Island Paranormal Society" ("RIPS"), dopo aver avuto una esperienza personale con gli spiriti. Dopo la RIPS cominciarono casi investigativi in tutta la zona del New England e Jason incontrò Grant Wilson nel 1995 e ribattezzarono la società con il nome di "The Atlantic Paranormal Society". Wilson aveva avuto anche lui una esperienza personale. Hanno aperto la strada a tecniche investigative che molti altri investigatori del paranormale utilizzano. Nel 2003 sono stati contattati da Pilgrim Films e mostrati i primi dieci episodi di "Ghost Hunters" per il canale di Sci Fi (ora SyFy).
Il gruppo cerca di aiutare delle persone che sentono di avere attività paranormali che si verificano intorno a loro, utilizzando varie apparecchiature elettroniche, che la TAPS crede sia in grado di rilevare tali fenomeni. I risultati sono utilizzati anche per i loro scopi di ricerca. Hanno anche un sito web.

## Media

### Libri
Nel 2007 Jason e Grant hanno pubblicato il loro primo libro intitolato Ghost Hunting e nel 2009 un altro libro intitolato Seeking Spirits.

### Magazine
La TAPS ha pubblicato un mensile chiamato TAPS Paramagazine (noto anche come TAPS Para Mag), che dispone di articoli scritti dai membri del gruppo e le informazioni riguardanti il paranormale. La rivista "TAPS Para Magazine" è uno sponsor finanziario di "The Atlantic Paranormal Society". Nel 2006 è stato commercializzato offrendo un dietro le quinte con un DVD dello spettacolo per i nuovi abbonati.

### Radio Show
A partire dal luglio 2006 la TAPS ha aperto una stazione radio chiamata TAPS Para-Radio.

### Beyond Reality Radio
Beyond Reality Radio era un talk show radiofonico diretto dai membri della TAPS a partire da aprile 2007Andava in onda il sabato sera dalle 19.00 alle 22.00 sulla stazione WXLM radio. Nello show Jason e Grant intervistavano gli ospiti sul paranormale e permettevano agli ascoltatori di chiamare telefonicamente e contribuire alla discussione. Gli speaker di Beyond Reality Radio erano Grant Wilson e Jason Hawes. Durante lo spettacolo o qualsiasi altro momento era possibile visitare il sito web ufficiale della TAPS e chiacchierare circa lo show o altri temi. 

## Metodi
La TAPS invia un gruppo di 3-8 membri per effettuare una indagine 8-16 ore, valido per varie notti, impiegando una serie di oggetti tra cui: telecamere a raggi infrarossi e a video digitale, telecamere termiche, EMF (campi elettromagnetici) rivelatori digitali, termometri e altre apparecchiature. In conclusione, il gruppo presenterà una relazione sui suoi risultati, ed esprimerà il suo parere, ovvero se un'eventuale infestazione paranormale è presente.

## Critiche
Secondo il ricercatore Benjamin Radford i membri della TAPS e altri ricercatori sul paranormale fanno molti errori metodologici. "Dopo aver visto degli episodi di Ghost Hunters e altri programmi simili, diventa subito chiaro a chiunque che i metodi utilizzati sono sia illogici che non scientifici. Chiunque può essere un investigatore del paranormale, non riuscendo a prendere in considerazione spiegazioni alternative per fenomeni... anomali, considerando le emozioni e le sensazioni come prova di incontri spettrali. Metodi impropri e non scientifici di indagine per esempio utilizzando gli strumenti e le attrezzature non provati, errori di campionamento, inefficace l'utilizzo di dispositivi di registrazione e incentramento sulla storia del luogo... e non sui fenomeni". Nel suo articolo per Skeptical Inquirer Magazine Radford conclude che i cacciatori di fantasmi dovrebbero preoccuparsi di fare una ricerca veramente scientifica "Io credo che se i fantasmi esistono, sono importanti e meritano di essere presi sul serio. La maggior parte degli sforzi per indagare i fantasmi sono stati finora imperfetti e non scientifici e, non a caso, senza un risultato univoco"

## Membri

### Membri Principali
- Jason Hawes
- Grant Wilson
- Steve Gonsalves
- Dave Tango
- Britt Griffith
- Kris Williams
- Amy Bruni
- Adam Berry
- KJ McCormick
- Traci Boiselle
- Don Hicks
- Rob Jones
- Ray Fiorini
- Holly Griffith
- Jess Hardman
- Tim Mitchell
- Demetria Walter
- Lisa Slayter
- Bill Lonero
- Chris Turner
- Geoff McGarrigle
- Raven Quinn
- Rob Moccio
- Jerry Buteyn
- Brian Stephenson
- Steve Mills
- Christine Downes
- Wellington Chin

### Membri onorari
La TAPS ha anche aggiunto dei membri onorari i quali avevano partecipato ad almeno un episodio di Ghost Hunters e sono tutte persone celebri:
- Jodi Picoult - Membro onorario (1996)
- CM Punk - Membro onorario (2006)
- Elijah Burke - Membro onorario (2007)
- The Miz - Membro onorario (2008)
- Amanda Tapping - Membro onorario (2008)
- Colin Ferguson - Membro onorario (2008)
- Meat Loaf - Membro onorario (2009)
- Kofi Kingston - Membro onorario (2010)
- Joe Maddalena - Membro onorario (2010)
- Meaghan Rath - Membro onorario (2010)
- Allison Scagliotti - Membro onorario (2010)